# Kawardha
Kawardha es una ciudad de la India capital del distrito de Kabirdham, en el estado de Chhattisgarh.

## Geografía
Se encuentra a una altitud de 356 m s. n. m. a 117 km de la capital estatal, Raipur, en la zona horaria UTC +5:30.

## Demografía
Según estimación 2012 contaba con una población de 45 451 habitantes.